# Quastenstachler
Quastenstachler (Atherurus) ist eine Gattung der Stachelschweine mit zwei Arten, die in Afrika und Asien vorkommen.

## Merkmale
Quastenstachler sind langgestreckt mit kurzen Beinen. Wie bei anderen Stachelschweinen ist der Oberkörper und teilweise auch der Unterkörper mit Stacheln bedeckt. Die Stacheln sind am Kopf, auf den Beinen und am Bauch weicher. Sie bedecken auch den vorderen Schwanz, wogegen der mittlere Schwanzbereich Schuppen trägt. Am Schwanzende befindet sich eine Quaste aus borstigen Haaren, die der Gattung ihren Namen gab. Die Stacheln des Rückens sind grau- bis schwarzbraun und die dazwischen liegenden Haare haben weiße Spitzen. Am Bauch wachsen völlig weiße Haare. Ausgewachsene Exemplare erreichen eine Kopf-Rumpf-Länge von 35,5 bis 57 cm, eine Schwanzlänge von 10 bis 26 cm und ein Gewicht von 1,5 bis 4,0 kg.
Die mit Krallen ausgestatteten Finger und Zehen sind teilweise mit Haut vernetzt.

## Arten und Verbreitung
Es gibt zwei Arten:
- Der Afrikanische Quastenstachler (Atherurus africanus) kommt von Gambia bis Kenia und bis in die südliche Demokratische Republik Kongo vor.
- Das Verbreitungsgebiet des Asiatischen Quastenstachlers (Atherurus macrourus) reicht vom südlichen China (Hubei, Sichuan, Yunnan) bis zu den Festlandsbereichen Hinterindiens. Die Art lebt auch auf kleineren vorgelagerten Inseln, wie Hainan.

Diese Nagetiere halten sich in verschiedenartigen Wäldern im Flachland und in bis zu 3.000 Meter hohen Gebirgen auf.

## Lebensweise
Quastenstachler sind ausschließlich nachtaktiv. Am Tag ruhen sie in Verstecken, z. B. zwischen Wurzeln und Felsspalten oder in ihren Bauen, die in natürlichen Hohlräumen steiler Flussufer oder in Termitenhügeln angelegt werden. Die Stachelschweine graben selten selbst, polstern das Nest jedoch mit Pflanzenteilen. Sie halten sich meist am Boden auf, trotz gut entwickelten Kletter- und Schwimmvermögens. Außerdem können die Tiere auch einen Meter hoch springen.
Diese Nagetiere fressen hauptsächlich grüne Pflanzenteile sowie Wurzeln, Rinde und Früchte. Insekten und Aas dienen als Beikost.
Zumindest die afrikanische Art bildet kleine Familiengruppen mit bis zu acht Mitgliedern, die aus einem Elternpaar und deren Jungtieren aus verschiedenen Würfen bestehen. Die Gruppe teilt sich den Bau und das Revier, dessen Grenzen mit Kothaufen markiert werden. Der Asiatische Quastenstachler zeigt vermutlich ein ähnliches soziales Verhalten.
Weibchen können drei Würfe pro Jahr haben, eine spezielle Paarungszeit ist nicht bekannt. Nach einer 100- bis 110-tägigen Trächtigkeit wirft das Weibchen meist ein Junges, in seltenen Fällen werden bis zu vier Junge geboren. Diese sind weit entwickelt und öffnen schon nach wenigen Stunden die Augen. Die Jungtiere nehmen frühestens ab der zweiten Woche feste Nahrung zu sich, doch die Mutter säugt noch bis zum zweiten Lebensmonat der Jungen. Exemplare in menschlicher Obhut wurden fast 23 Jahre alt.
Die IUCN listet beide Arten als nicht gefährdet (Least Concern).